# کمپین ریاست‌جمهوری بتو اورورک، ۲۰۲۰
کمپین ریاست‌جمهوری بتو اورورک (انگلیسی: Beto O'Rourke 2020 presidential campaign) در ۱۴ مارس ۲۰۱۹ اعلام شد. او پیش از این کمپین، کمپین ناموفقی را در سال ۲۰۱۸ برای نمایندگی مجلس سنای آمریکا از ایالت تگزاس به پیش برده بود.